# ليرجيت 23
ليرجيت 23  (بالإنجليزية: Learjet 23)‏ هي نفاثة أعمال تتسع من ستة إلى ثمانية مقاعد (اثنان الطاقم والركاب 4-6)، ذات محركين وسرعة عالية، أنتجت في عام 1962 بالولايات المتحدة. من صناعة ليرجيت. كان أول طيران لها في 7 أكتوبر عام 1963. دخلت الخدمة في عام 1964، صنع منها 104 طائرة.

## المستخدمون
- عسكرية